# Marcel Molinès
Marcel Molinès (Algiers, 22 december 1928 – Marseille, 1 juli 2011) was een Algerijns wielrenner.
Hij heeft één aansprekende overwinning behaald : de dertiende etappe van de Ronde van Frankrijk van 1950. In deze etappe, van Perpignan naar Nîmes, ontvluchtte hij samen met zijn landgenoot Abdel-Kader Zaaf het peloton. Omdat Zaaf niet meer in staat was om de etappe fietsend te beëindigen, won Molinès. Van de voorsprong van maximaal twintig minuten waren er nog vier minuten overgebleven. Hij was de eerste Afrikaan ooit die een etappe in de Ronde van Frankrijk op zijn naam wist te schrijven.
Na zijn kortstondige profcarrière vestigde hij zich in Marseille, waar hij taxichauffeur werd. Hij bleef actief op de fiets. Eind jaren 80 werd hij in Hyères nog Europees kampioen bij de coureurs van 60 jaar en ouder.

## Palmares
1950
- 13e etappe Ronde van Frankrijk

## Resultaten in voornaamste wedstrijden
| Jaar | Parijs-Roubaix |
| ---- | -------------- |
| 1949 | 86e            |
| 1950 | 59e            |

## Ploegen
- 1949-Peugeot-Dunlop
- 1950-Dilecta-Wolber
- 1951-Dilecta-De Dion Bouton
- 1952-Dilecta-Wolber
- 1953-La Perle-Hutchinson
- 1954-La Perle-Hutchinson